# اورو (خواننده)
اورو (به ژاپنی: ウル) یک خواننده و ترانه‌سرای اهل ژاپن است که با سونی میوزیک انترتینمنت قرارداد دارد. او اطلاعات شخصی خود را مخفی نگه می‌دارد.
در سال ۲۰۲۰، او یکی از پنج دریافت کننده جایزه ویژه دستاورد در شصت و دومین جایزه رکورد ژاپن شد.

## ترانه‌شناسی

### آلبوم‌ها
| تاریخ انتشار | نام اثر                     | موقعیت اوج |
| تاریخ انتشار | نام اثر                     | JPN        |
| ------------ | --------------------------- | ---------- |
| ۶ مارس ۲۰۱۹  | Monochrome (モノクローム)   | ۱۸         |
| ۱۸ مارس ۲۰۲۰ | Orion Blue (オリオンブルー) | ۵          |
| ۱ فوریه ۲۰۲۳ | Contrast (コントラスト)     | ۴          |

### تک‌آهنگ‌ها
| تاریخ انتشار    | نام اثر                                    | موقعیت اوج | آلبوم      |
| تاریخ انتشار    | نام اثر                                    | JPN        | آلبوم      |
| --------------- | ------------------------------------------ | ---------- | ---------- |
| ۱۵ ژوئن ۲۰۱۶    | "You in the Star" (星の中の君)             | ۲۲         | Monochrome |
| ۲۶ اکتبر ۲۰۱۶   | "The Last Rain"                            | ۵۷         | Monochrome |
| ۱۵ فوریه ۲۰۱۷   | "Freesia" (フリージア)                     | ۲۵         | Monochrome |
| ۷ ژوئن ۲۰۱۷     | "Poem of Happiness" (しあわせの詩)         | ۴۷         | Monochrome |
| ۸ نوامبر ۲۰۱۷   | "Miracle" (奇蹟)                           | ۳۲         | Monochrome |
| ۲۶ سپتامبر ۲۰۱۸ | "Remember"                                 | ۲۶         | Orion Blue |
| ۵ دسامبر ۲۰۱۸   | "Prologue" (プロローグ)                    | ۱۱         | Orion Blue |
| ۱۱ سپتامبر ۲۰۱۹ | "Wish" (願い)                              | ۱۹         | Orion Blue |
| ۲۸ اکتبر ۲۰۲۰   | "Break/Pendulum" (Break/振り子)            | ۱۷         | contrast   |
| ۱۰ فوریه ۲۰۲۱   | "First Love" (ファーストラヴ)              | ۱۰         | contrast   |
| ۲۵ اوت ۲۰۲۱     | "Love Song"                                | ۱۹         | contrast   |
| ۱ ژوئن ۲۰۲۲     | "If you call it love" (それを愛と呼ぶなら) | ۱۲         | contrast   |

### تک‌آهنگ‌های تبلیغاتی
| تاریخ انتشار | نام اثر                                     |
| ------------ | ------------------------------------------- |
| ۹ فوریه ۲۰۲۰ | "Anata ga iru koto de" (あなたがいることで) |

## جوایز
| سال  | مراسم                                | جایزه             | کار نامزد شده | نتیجه |
| ---- | ------------------------------------ | ----------------- | ------------- | ----- |
| ۲۰۱۹ | 99th Television Drama Academy Awards | Theme Song Awards | Prologue      | برنده |

## لینک‌های خارجی
- Uru Official Website (به ژاپنی)
- Uru Official blog「Uru Diary」Powered by Ameba（August 11, 2015–October 8, 2018） (به ژاپنی)
- اورو در توییتر (به ژاپنی)
- اورو در فیس‌بوک (به ژاپنی)
- Uru در اینستاگرام (September 25, 2020–) (به ژاپنی)
- Uru Official YouTube Channel در یوتیوب (به ژاپنی)